# Montgaroult
Montgaroult est une ancienne commune française, située dans le département de l'Orne en région Normandie, peuplée de 373 habitants, devenue le 1er janvier 2018 une commune déléguée au sein de la commune nouvelle de Monts-sur-Orne.

## Géographie

### Localisation
Montgaroult se trouve à 4 km d'Écouché-les-Vallées et 9 km d'Argentan.
L'Orne sert de limite communale entre Montgaroult et Batilly.

### Géologie et relief
Située à 200 mètres d'altitude, la commune se compose de plusieurs hameaux dont Pommereux, le Bois Aumont, Vloger, Vaux-le-Bardoult, Dourdaine et les Sources pour les plus importants.

### Sismicité
Commune située dans une zone de sismicité faible.

### Hydrographie et les eaux souterraines
Cours d'eau traversant la commune :
- l'Orne, fleuve côtier,
- les ruisseaux de Vloger[2], de la Harmanière, de Pommereux.
- source au pied du sanctuaire (église Saint-Rémy)[3].

### Climat
Climat classé Cfb dans la classification de Köppen et Geiger.

### Voies de communications et transports

#### Voies routières
- Commune au croisement des D 15 et D 29.
- Autoroute A88 à Argentan.

#### Transports en commun
- Transport à la demande (Cap'Orne : TAD régional)[4].

### Intercommunalité
- Commune membre de la communauté de communes Argentan Intercom.

### Urbanisme
- Plan local d'urbanisme intercommunal (PLUi) approuvé par le conseil communautaire le 17 décembre 2019[5]

## Toponymie
Le nom de la localité est attesté sous la forme de Monte Warulfi en 1063,,.
De l'ancien français mont au sens de « colline », suivi de l'anthroponyme d'origine germanique Warulfus,, (forme latinisée, comprendre Warulf / Warolf cf. Warulfe Ier d'Uxelles).
Remarque : le nom de personne Garoult a la même origine que le nom commun (loup-)garou, dont les formes les plus anciennes connues en français remontent elles aussi au XIe siècle / XIIe siècle : garlos (« bête sauvage »); puis garwaf, garval, garvalf (« homme qui se transforme temporairement en loup », Lais de Marie de France); leu warou « id. » (forme septentrionale, Mainet, éd. G. Paris, III, 24). Il remonte au germanique ocidental *werawulf (anglais werewolf, allemand Werwolf, bas allemand Warwulf, d'où islandais varúlfur; danois, norvégien, suédois varulv), littéralement « homme-loup ». Le lycanthrope est connu en Normandie septentrionale sous la forme varou.

## Histoire
En 1839, la commune de Mongaroult (ancienne appellation) absorbe la commune de Vaux-le-Bardoult, anciennement séparée par le ruisseau de Vloger.
Inondations, coulées de boue et mouvements de terrain en 1999 et 2016.
Le 1er janvier 2018, Montgaroult intègre avec deux autres communes la commune de Monts-sur-Orne créée sous le régime juridique des communes nouvelles instauré par la loi no 2010-1563 du 16 décembre 2010 de réforme des collectivités territoriales. Les communes de Goulet, Montgaroult et Sentilly deviennent des communes déléguées et Goulet est le chef-lieu de la commune nouvelle.

## Politique et administration
| Période                                  | Période       | Identité        | Étiquette | Qualité                |
| ---------------------------------------- | ------------- | --------------- | --------- | ---------------------- |
| 1995                                     | avril 2014    | Fernand Royer   | SE        | Retraité (agriculture) |
| avril 2014                               | décembre 2017 | Claude Champain | SE        | Retraité               |
| Les données manquantes sont à compléter. |               |                 |           |                        |

### Budget et fiscalité 2017
En 2017, le budget de la commune était constitué ainsi :
- total des produits de fonctionnement : 164 000 €, soit 408 € par habitant ;
- total des charges de fonctionnement : 83 000 €, soit 207 € par habitant ;
- total des ressources d'investissement : 54 000 €, soit 134 € par habitant ;
- total des emplois d'investissement : 49 000 €, soit 121 € par habitant ;
- endettement : 7 000 €, soit 16 € par habitant.

Avec les taux de fiscalité suivants :
- taxe d'habitation : 11,35 % ;
- taxe foncière sur les propriétés bâties : 13,36 % ;
- taxe foncière sur les propriétés non bâties : 22,04 % ;
- taxe additionnelle à la taxe foncière sur les propriétés non bâties : 0,00 % ;
- cotisation foncière des entreprises : 0,00 %.

Chiffres clés Revenus et pauvreté des ménages.

## Population et société

### Démographie

#### Évolution démographique
En 2021, la commune comptait 373 habitants. Depuis 2004, les enquêtes de recensement dans les communes de moins de 10 000 habitants ont lieu tous les cinq ans (en 2008, 2013, 2018, etc. pour Montgaroult) et les chiffres de population municipale légale des autres années sont des estimations.
| 1793 | 1800 | 1806 | 1821 | 1836 | 1841 | 1846 | 1851 | 1856 |
| ---- | ---- | ---- | ---- | ---- | ---- | ---- | ---- | ---- |
| 372  | 267  | 399  | 412  | 350  | 510  | 495  | 485  | 498  |

| 1861 | 1866 | 1872 | 1876 | 1881 | 1886 | 1891 | 1896 | 1901 |
| ---- | ---- | ---- | ---- | ---- | ---- | ---- | ---- | ---- |
| 460  | 452  | 461  | 474  | 462  | 432  | 394  | 389  | 357  |

| 1906 | 1911 | 1921 | 1926 | 1931 | 1936 | 1946 | 1954 | 1962 |
| ---- | ---- | ---- | ---- | ---- | ---- | ---- | ---- | ---- |
| 350  | 335  | 279  | 298  | 280  | 258  | 280  | 267  | 282  |

| 1968 | 1975 | 1982 | 1990 | 1999 | 2008 | 2013 | 2018 | 2020 |
| ---- | ---- | ---- | ---- | ---- | ---- | ---- | ---- | ---- |
| 291  | 250  | 219  | 305  | 304  | 352  | 390  | 373  | 365  |

### Enseignement
Établissements d'enseignements :
- École maternelle[20],
- Écoles primaires à Goulet, Écouché,
- Collèges à Écouché, Giel-Couteilles, Argentan,
- Lycées à Giel-Couteilles, Argentan.

### Santé
Professionnels et établissements de santé :
- Médecins à Écouché.
- Pharmacies à Occagnes, Argentan.
- Hôpitaux à Argentan.

### Cultes
- Culte catholique, Paroisse Notre Dame du Val d'Orne[22], Diocèse de Sées.

## Économie

### Entreprises et commerces

#### Agriculture
- Culture et élevage.

#### Tourisme
- Gîtes et chambres d'hôtes proches.

#### Commerces
- Commerces et services de proximité à Écouché-les-Vallées, Argentan>.

## Lieux et monuments
- Ancienne église Saint-Marc de Vaux-le-Bardoult, inscrite au titre des monuments historiques par arrêté du 17 juillet 1972[23].
- Manoir de Pommereux, classé au titre des monuments historiques par arrêté du 4 août 1970[24].
- Église Saint-Rémi.
- Vestiges d'une motte féodale[25].
- Monument aux morts[26].
- Plaques de cocher, patrimoine routier[27].

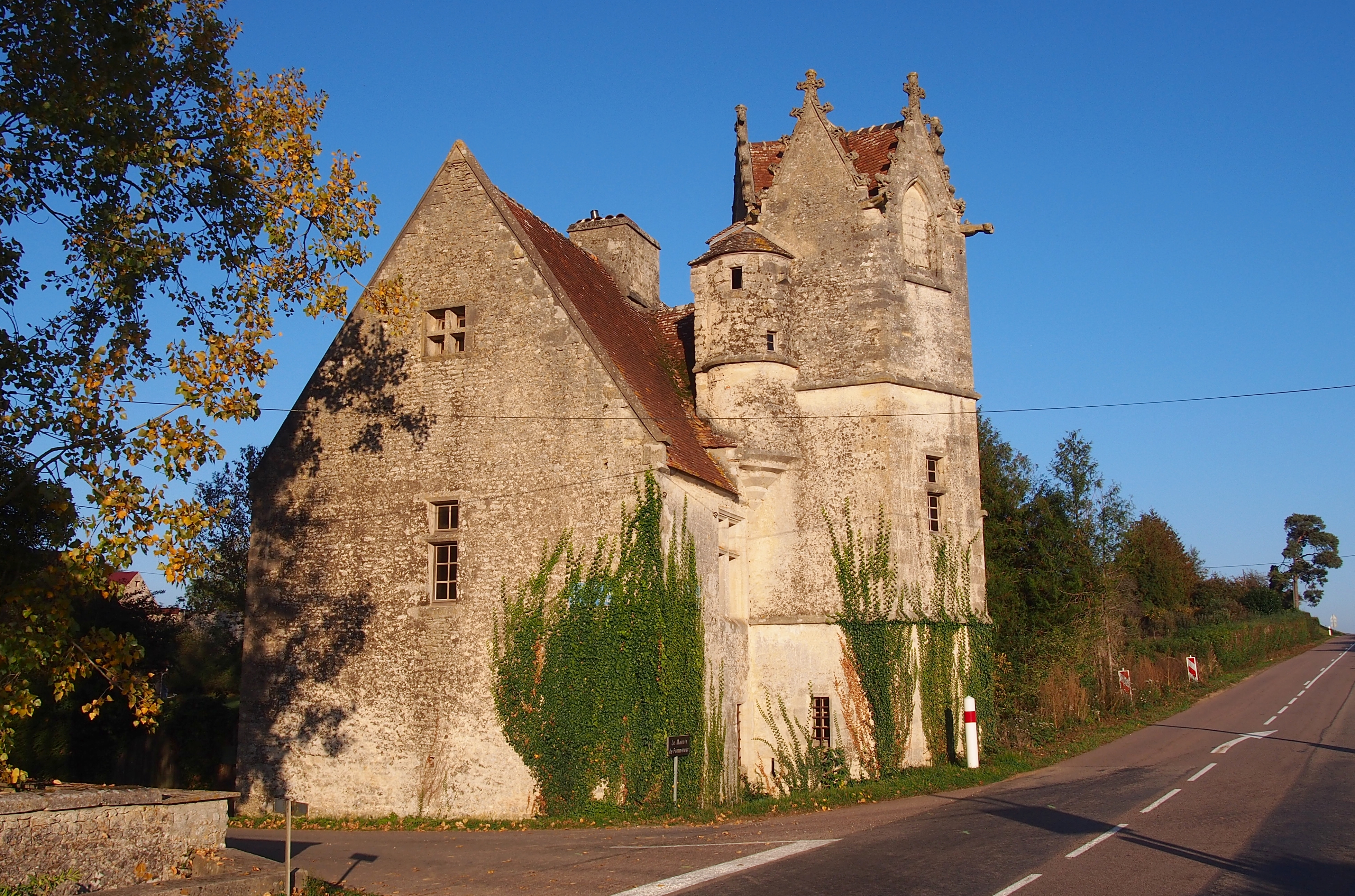
Le manoir de Pommereux.
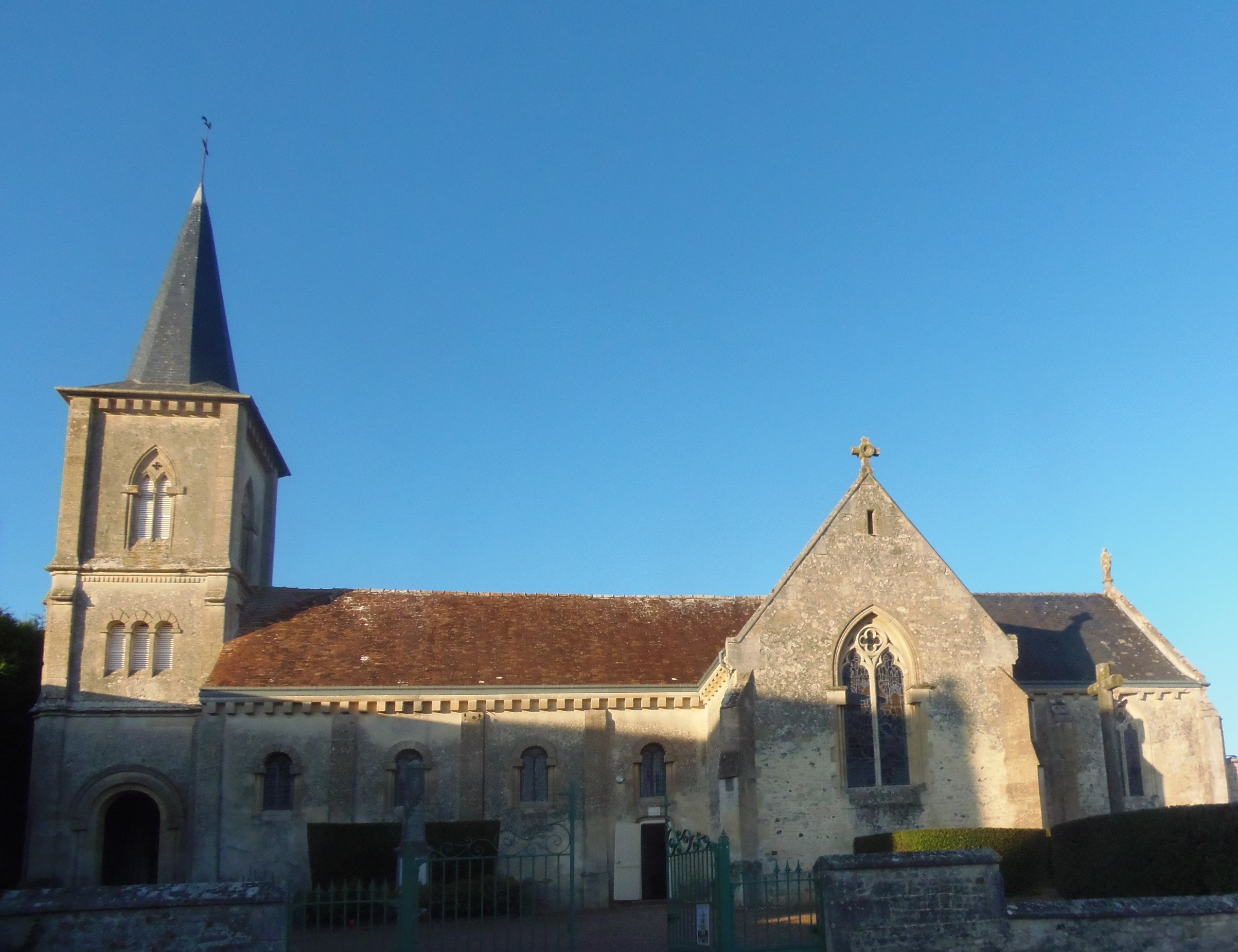
L'église Saint-Rémi.

## Personnalités liées à la commune
- Seigneurs de la Fontaine et de Pommereux[28].